# Jean Arnoult
Pour les articles homonymes, voir Arnoult.
Jean Arnoult est un saxophoniste français.
Il a reçu le Premier prix du conservatoire de Paris (1962-1963, classe de Marcel Mule).. Professeur au CRR de Dijon des années 1970 à 2003, il est considéré par ses pairs comme l'un des plus grands professeurs dans la discipline. Il a contribué au renom international de l'"École de Paris" du saxophone et à la transmission de la "méthode Mule" d'apprentissage de cet instrument. Même si aujourd'hui, l'exceptionnel intérêt de ce legs pédagogique paraît davantage reconnu en Corée, au Japon, au Canada ou aux États-Unis que sur le territoire français, y compris — et surtout parfois — parmi certains bénéficiaires de l'enseignement.